# ماریا پریماشنکو

ماریا اوکسنتییفنا پریماشنکو (اوکراینی: Приймаченко Марія Оксентіївна) ‏(۱۹۰۸–۱۹۹۷) یک نقاش اهل اوکراین بود.

## زندگی‌نامه
پریماشنکو، زن روستایی اوکراینی، درون‌گرا و طبیعت دوست، بدون مشق نقاشی بعد از سال‌ها درگیری با بیماری فلج اطفال، دیوارهای خانه‌شان را با نقاشی‌های کودکانه و ابتدایی پوشاند.
او گفته‌است بیشتر تصاویر نقاشی‌هایش را در خواب دیده و بعد با ترکیب‌بندی ابتدایی خودش با جانوران افسانه‌ای و فولکلور اوکراینی، چنین چهره‌هایی را کشیده‌است. تنظیم روان و دقیق او از انواع پرندگان و گیاهان و حیواناتی مثل خرگوش و خرس و شیر و … قطعه‌های زینتی شگرفی را به وجود آورده که مقابله با شیطان را در داستان‌های اساطیری و تاریخی اوکراین نشان می‌دهد.
کارهای او پیرو احساسات و تجربه درونی و شخصی خودش است که ساده و بی‌تکلف، حس و نگاهش را در مورد جریانات اطراف نشان می‌دهد.